# Pamba
Pour les articles homonymes, voir Pamba (homonymie).
Pamba était un roi du Hatti qui aurait vécu au début du XXIIe siècle av. J.-C. (ou du XXIIIe siècle av. J.-C.). N'apparaissant que dans un récit largement postérieur à son règne supposé, on ne sait pas s'il a existé ou bien s'il est un personnage fictif.
Le nom de Pamba est mentionné dans un récit de Naram-Suen d'Akkad concernant une bataille contre une alliance de 17 rois, comprenant Pamba, roi du Hatti et Zipani, roi de Kültepe. Ce texte est la plus ancienne mention connue du peuple Hatti, la copie conservée du rapport date de 1400 av. J.-C., près d'un millénaire plus tard.